# Marathon van Houston 1995
De marathon van Houston 1995 (ook wel Houston-Tenneco) vond plaats op zondag 15 januari 1995. Het was de 23e editie van deze marathon.
Bij de mannen werd de race een overwinning voor de Canadees Peter Fonseca in 2:11.52. Hij had slechts vier seconden voorsprong op nummer twee, Terje Naess uit Noorwegen. Bij de vrouwen won de Oekraïense Tatyana Pozdniakova (die het jaar ervoor als tweede was geëindigd), ditmaal met grote overmacht in 2:29.57. De Joegoslavische Suzana Ciric volgde als tweede op ruim vier minuten achterstand in 2:34.13. Beide overwinnaars ontvingen $20.000 aan prijzengeld.
In totaal finishten er 4410 marathonlopers, waarvan 3401 mannen en 1009 vrouwen.

## Uitslagen

### Mannen
| rang   | naam                  | land | tijd    |
| ------ | --------------------- | ---- | ------- |
| Goud   | Peter Fonseca         | CAN  | 2:11.52 |
| Zilver | Terje Naess           | NOR  | 2:11.56 |
| Brons  | Sean Wade             | NZL  | 2:12.58 |
| 4      | Luis Reyes            | MEX  | 2:13.02 |
| 5      | Peter Fleming         | SCO  | 2:13.35 |
| 6      | Borislav Devic        | YUG  | 2:13.57 |
| 7      | David Mora            | USA  | 2:15.05 |
| 8      | Laurenio Bezerra      | BRA  | 2:15.15 |
| 9      | Ashley Johnson        | USA  | 2:16.36 |
| 10     | Ceslovas Kundrotas    | LTU  | 2:16.43 |
| 11     | Juan Manuel Hernandez | MEX  | 2:17.03 |
| 12     | Robb Finegan          | USA  | 2:17.10 |
| 13     | Filemon Lopez         | MEX  | 2:17.38 |
| 14     | Adolfo Garcia         | MEX  | 2:17.52 |
| 15     | Vincent Kibiwott      | KEN  | 2:19.20 |
| 16     | Nivaldo Filho         | BRA  | 2:19.39 |
| 17     | Dave Nelson           | USA  | 2:19.56 |
| 18     | Thad Karnehm          | USA  | 2:19.57 |
| 19     | Kevin Corliss         | USA  | 2:19.57 |

### Vrouwen
| rang   | naam                | land | tijd    |
| ------ | ------------------- | ---- | ------- |
| Goud   | Tatyana Pozdniakova | UKR  | 2:29.57 |
| Zilver | Suzana Ciric        | YUG  | 2:34.13 |
| Brons  | Elena Sipatova      | RUS  | 2:34.15 |
| 4      | Tatyana Titova      | RUS  | 2:34.17 |
| 5      | Alevtina Naumova    | RUS  | 2:34.25 |
| 6      | Marcia Narloch      | BRA  | 2:38.15 |
| 7      | Irina Bogacheva     | KGZ  | 2:39.32 |
| 8      | Midde Hamrin        | SWE  | 2:41.18 |
| 9      | Amy Giblin          | USA  | 2:43.28 |
| 10     | Anna Brook          | UKR  | 2:43.53 |
| 11     | Teresa Barceras     | MEX  | 2:45.52 |
| 12     | Andrea Bowman       | USA  | 2:46.16 |
| 13     | Stacey Nicholson    | USA  | 2:47.32 |
| 14     | Irina Bondarchuk    | RUS  | 2:48.15 |
| 15     | Lutsia Belyayeva    | RUS  | 2:48.18 |
| 16     | Kathy Barton        | USA  | 2:48.52 |
| 17     | Danelle Ballengee   | USA  | 2:49.01 |
| 18     | Jennifer Brower     | USA  | 2:49.42 |
| 19     | Rosalva Bonilla     | MEX  | 2:53.55 |
| 20     | Kate Kent           | USA  | 2:54.33 |

1972 ·
1973 ·
1974  ·
1975 ·
1976 ·
1977 ·
1978 ·
1979 ·
1980 ·
1981 ·
1982 ·
1983 ·
1984 ·
1985 ·
1986 ·
1987 ·
1988 ·
1989 ·
1990 ·
1991 ·
1992 ·
1993 ·
1994 ·
1995 ·
1996 ·
1997 ·
1998 ·
1999 ·
2000 ·
2001 ·
2002 ·
2003 ·
2004 ·
2005 ·
2006 ·
2007 ·
2008 ·
2009 ·
2010 ·
2011 ·
2012 ·
2013 ·
2014 ·
2015 ·
2016 ·
2017